# Бе-8
Бе-8 (за кодифікацією НАТО : Mole) — радянський літак-амфібія на підводних крилах, створений в ОКБ Берієва в 1947 році. Пасажирський літак, тієї ж схеми, що Бе-4 — підкісний моноплан з крилом над фюзеляжем (зонтик), на тонкому пілоні та двох парах коротких підкосів, що підтримують центроплан . Відрізнявся від Бе-4 більшими розмірами і масою, а також наявністю шасі, що забираються. Був оснащений одним поршневим зіркоподібним двигуном АШ-21 (570/700 л. с.), встановленим у середині крила. Кабіна пілота та пасажирський салон обігрівалися системою, яка використовує тепло від двигуна.
Підводні крила були розроблені в ЦАГІ: два передні та хвостове на стійках шасі замість коліс. Підйомна сила крила ефективно виганяла човен із води на розгоні. Це відбувалося раніше, ніж виникала підйомна сила, необхідна зльоту. Біг на підводних крилах замість редана супроводжувався значно меншими навантаженнями під час хвилювання.
Перший політ здійснив 3 грудня 1947 і показав хороші характеристики. Наступного року успішно пройшов льотні випробування. Було збудовано два експериментальні літаки, один з них у 1951 році демонструвався на святі " День Радянської Авіації " в аеропорту Тушино .
Усього було збудовано два літаки, на одному з них сталася аварія.
Незважаючи на високу оцінку фахівців Бе-8 у серійне виробництво не передавався і використовувався як лабораторія, що літає.

## Конструкція
Бе-8 — човен, що літає з високо розташованим нам пілоні підкісним крилом. Призначений для використання на пересіченій місцевості, насиченій річками та озерами, або у прибережних морських районах. Екіпаж один пілот. У пасажирській кабіні можуть розміщуватись шість пасажирів. У санітарному варіанті — два носилкові та два сидячі хворі.
- Фюзеляж — двореданий суцільнометалевий човен із кільовим днищем. Човен розділений водонепроникними перегородками на п'ять відсіків: носовий, пілотський, середній, відсік пасажирської кабіни та хвостовий відсік. Кабіна пілота знаходиться в носовій частині човна. У середній частині човна розташовані ніші для збирання шасі. У пасажирській кабіні — п'ять ілюмінаторів. За другим реданом є водяне кермо.[4]
- Крило — суцільнометалеве, трапецієподібне в плані. Складається з центроплану та двох відокремлених консолей. Механізація крила складається з щілинних закрилків та елерону. На консолях крила закріплені два опорних поплавця, що не забираються. Поплавці металевої конструкції та розділені водонепроникними перегородками на три відсіки.[4]
- Хвостове оперення — стабілізатор і кіль суцільнометалеві. Кермо висоти та кермо напряму мають металевий каркас та полотняну обшивку. Рулі забезпечені триммерами і мають аеродинамічну компенсацію та вагове балансування.[4]
- Шасі — тристоїчне з хвостовим колесом, що забирається в польоті. Управління прибиранням та випуском шасі — електромеханічне. Амортизація шасі масляно-пневматичне, гальмування коліс пневматичне.[4]
- Силова установка — поршневий зіркоподібний двигун повітряного охолодження, з одноступеневим нагнітачем АШ-21 потужністю 700 к.с. Гвинт тягне діаметр 3,0 м. Двигун розташований на носінні центроплана, над кабіною льотчика. Паливо розміщується у двох м'яких баках у центроплані загальною ємністю 630 л.[4]
- Система управління — управління кермами висоти, напрямки та елеронами — подвійне. Проведення управління кермами, елеронами та триммерами тросове. Управління закрилками електромеханічне. Управління водяним кермом тягами та синхронізоване з кермом напрямку.[4]
- Основні системи літака : Протиобморожувальна система — захищає переднє скло ліхтаря і гвинт літака. Пілотська та пасажирські кабіни обігріваються теплим повітрям від бензинового обігрівача. Для відкачування води з човна використовується переносна електронасос. Підвісний трап розташований у хвостовому відсіку.[4]
- Устаткування : Пилотажно-навігаційне — гіромагнітний компас та компас забезпечують керування літака вдень та вночі. Радіоелектронне обладнання — радіостанція, радіонапівкомпас, відповідач розпізнавання та літаковий переговорний пристрій. Фотообладнання — фотоапарат з дистанційним керуванням розташований в хвостовій частині човна, в днищі човна зроблений люк з кришкою, що герметично закривається. Електрообладнання — генератор і акумулятор, електромережа однопровідна, як мінусовий провод використовується корпус літака. Морське обладнання — донний якір, плавучий якір, багор, кішка та гумова шлюпка.[4]

## Льотно-технічні характеристики

### Технічні характеристики човен з кільовим днищем
- Екіпаж: 1-2 особи
- Пасажиромісткість: 4-6 осіб
- Довжина: 13,0 м
- Розмах крила: 19,0 м
- Висота: 4,48 м
- Площа крила: 40 м²
- Маса порожнього: 2 815 кг
- Маса спорядженого: 3624 кг
- Маса корисного навантаження : 400 кг
- Двигуни: 1× поршневий зіркоподібний Швецова АШ-21
- Потужність : 1× 520 кВт (700 л. с.)

### Льотні характеристики
- Максимальна швидкість : 266 км/год на 1800 м
- Крейсерська швидкість : 165 км/год
- Посадкова швидкість: 100 км/год
- Практична дальність: 810 км. (за 4,6 год.)
- Перегінна дальність: 1205 км (за 6,0 год.)
- Практична стеля : 5 550 м